# 花嶼村簡易發電廠
花嶼村簡易發電廠位於臺灣澎湖縣望安鄉花嶼村，為該島上唯一的柴油火力發電廠，由澎湖縣政府委託望安鄉公所負責營運，是臺灣少數第二次世界大戰戰後至今仍由地方自營的發電廠，目前澎湖縣政府持續爭取由台灣電力公司接管營運，預計於2024年完成移撥。

## 沿革

### 背景
澎湖群島最早於臺灣日治時期1913年於馬公街成立澎湖電燈株式會社，開啟澎湖地區電力發展史，但當時供電區域僅有馬公街周邊地區，其他白沙、西嶼，更甚至離島地區的望安、七美等夜間仍舊以煤油燈為主的原始生活型態。
第二次世界大戰戰後，國民政府成立之台灣電力公司接收馬公街的澎湖火力發電所，成立澎湖發電廠，直到1964年以後，澎湖發電廠供電範圍擴及到白沙、西嶼等地區。之後澎湖縣政府再與台電公司合作向聯合國兒童基金會爭取補助採購五部30kW之柴油發電機/抽水機完成望安鄉八罩島、將軍澳嶼電化工程。

### 縣府自辦供電
1974年1月17日行政院通過台灣電力公司接辦臺灣離島電業實施方案，望安與將軍規劃台灣電力公司興辦供電業務，至於花嶼在內的其他離島仍舊當地居民自辦供電。1977年澎湖縣政府陸續完成花嶼、東吉、東坪、西坪等各村之簡易發電廠與電化工程，同時望安、將軍正式由台電公司接辦供電。為協助離島自辦電業，台電公司自1987年起計畫每年編列新臺幣300萬元預算補助花嶼等簡易發電廠進行設備維護、燃料採購、配電線維護等，隔年起再增加補助金額至每年500萬元。
由於離島自營發電品質不穩定，加上鄉公所長年無專業技術人員能承擔電廠運轉業務，因此澎湖縣政府多年來持續爭取由台電公司接管，但因台電公司評估投資金額過大，加上若由台電接管，將使電價回歸臺灣電網標準，使當地居民也相當反彈，時任澎湖縣長持續積極爭取，並規畫將各離島優先更換家戶計費電錶，以達到台電未來預接管之標準。

### 新廠啟用
2017年4月7日望安鄉公所啟動花嶼村簡易發電廠，新發電廠興建工程，總工程預算包含台灣電力公司補助之300萬元為628萬4,510元，並於5月3日公告由崧得營造有限公司以628萬元整得標。並於2018年12月19日新廠工程全數完成啟用。
2019年澎湖縣政府接獲檢舉，花嶼村簡易發電廠油料大量不合理消耗，對此縣長賴峰偉前往花嶼及望安暸解發電機及海水淡化廠運作，經調查花嶼電廠大、小油槽測量，每月報表登記不確實，每月皆於月底一次填入報表登載，2019年7月餘油皆填報0公升，顯然不合理。賴峰偉也認為每年台電與縣政府都需要補助各離島2,000萬元不合理的發電虧損，與油料異常也有關聯，因此更加堅定離島須由台電接辦的決心，並要求縣府建設處須於2021年底完成5離島的電錶裝設以期加速台電接管。
2020年經澎湖縣政府持續向中央爭取下，行政院邀集澎湖縣政府與台電公司商討，決定自2024年起全面接辦澎湖偏遠離島之供電業務，並優先辦理東吉村簡易發電廠與配電線路的整建工程，預計在2021年9月完成，接續辦理發電機組採購與配電設備改善等，後續再依序汰換花嶼村簡易發電廠在內的東坪、西坪等發電廠之發電機組與配電線路，預計全數工程在2024年完成。
離島自營供電業務並不像台灣電力公司擁有專業技術人員，加上鄉公所針對供電戶都只收取每個月200元的基本費用，因此花嶼發電廠處於長年維護不易且入不敷出的艱困運作狀態。長期下來也因此發生過2011年、2021年6月、2022年7月等多次全島停電事故。

## 設施

### 發電機組
| 名稱   | 柴油機類型               | 發電機類型 | 機組數量 | 發電燃料 | 裝置容量（MW） | 商轉日期   | 狀態   |
| ------ | ------------------------ | ---------- | -------- | -------- | -------------- | ---------- | ------ |
| 一號機 | 马来西亚MAX工業製柴油機  |            | 1        | 柴油     | 0.36MW         | 2005年12月 | 商轉中 |
| 二號機 | 英格兰史丹福工業製柴油機 |            | 1        | 柴油     | 0.15MW         | 1995年8月  | 商轉中 |
| 三號機 | 德国MAN公司製柴油機      |            | 1        | 柴油     | 0.3MW          | 2002年5月  | 商轉中 |
| 四號機 | 德国MAN公司製柴油機      |            | 1        | 柴油     | 0.3MW          | 2001年8月  | 商轉中 |